# ركشة

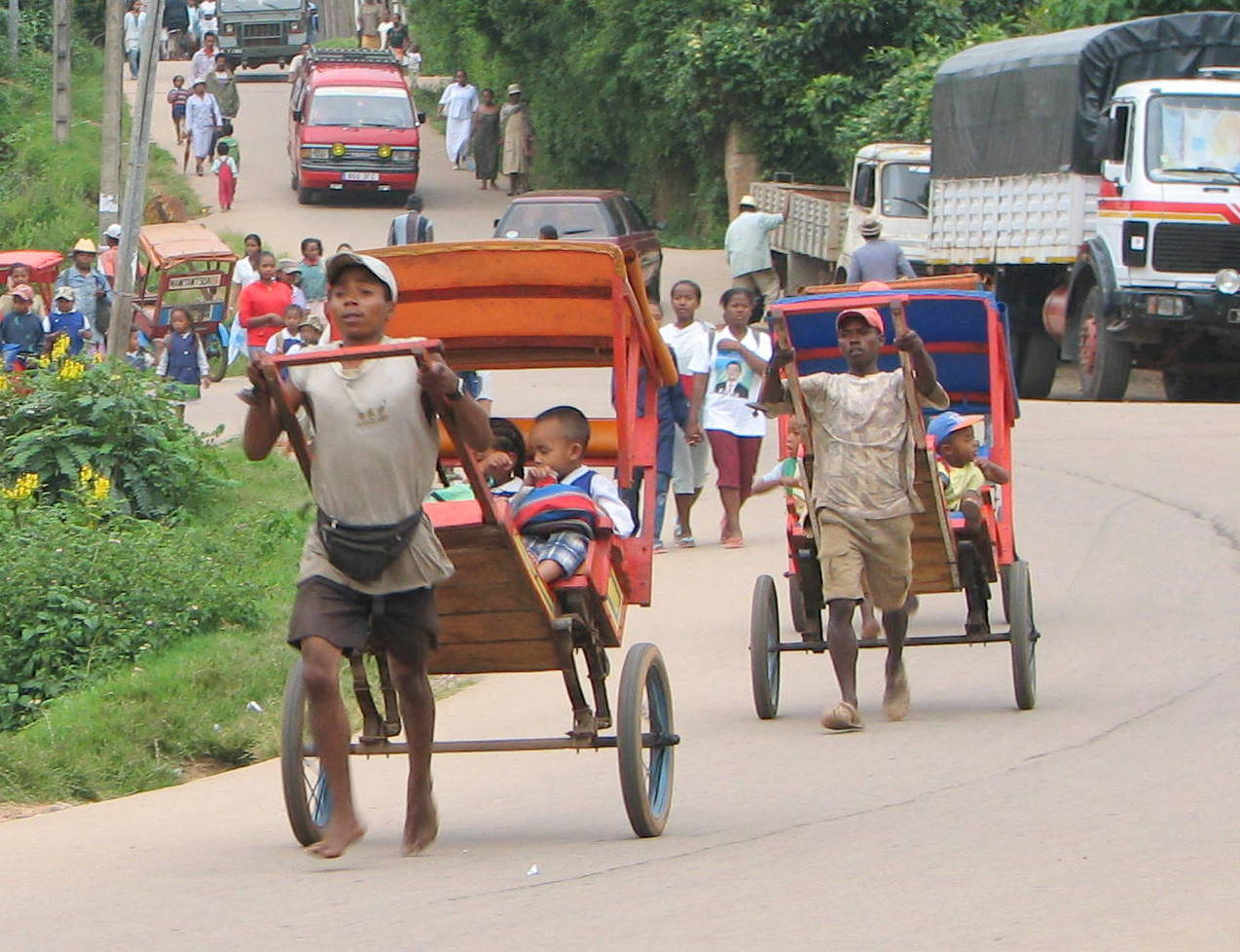
عربات الرِّكشة في مدغشقر

الرِّكشة أو الجِنرِكشة أو العربة القطور هي عربة نقل تعمل بقوة الإنسان حيث يجر شخص عربة لها عجلتين ومقعد لشخص أو شخصين. أصل هذه العربات هو من آسيا حيث استخدمت هذه العربات في السابق وسيلة لنقل النخبة، إلا أنها منعت في العديد من الدول بسبب حوادث السير التي تسببت بها. أصل كلمة الجنركشة هو من اللغة اليابانية (人力車 جين ريكي شا) والتي تعني «عربة بقوة الإنسان»، وتختصر إلى ركشة.

## معرض صور

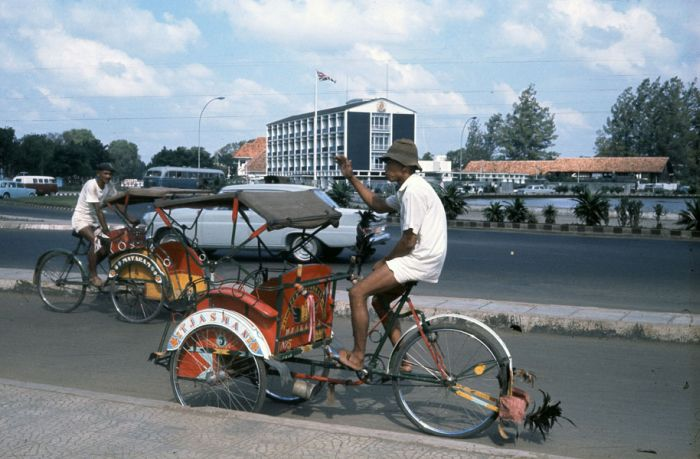
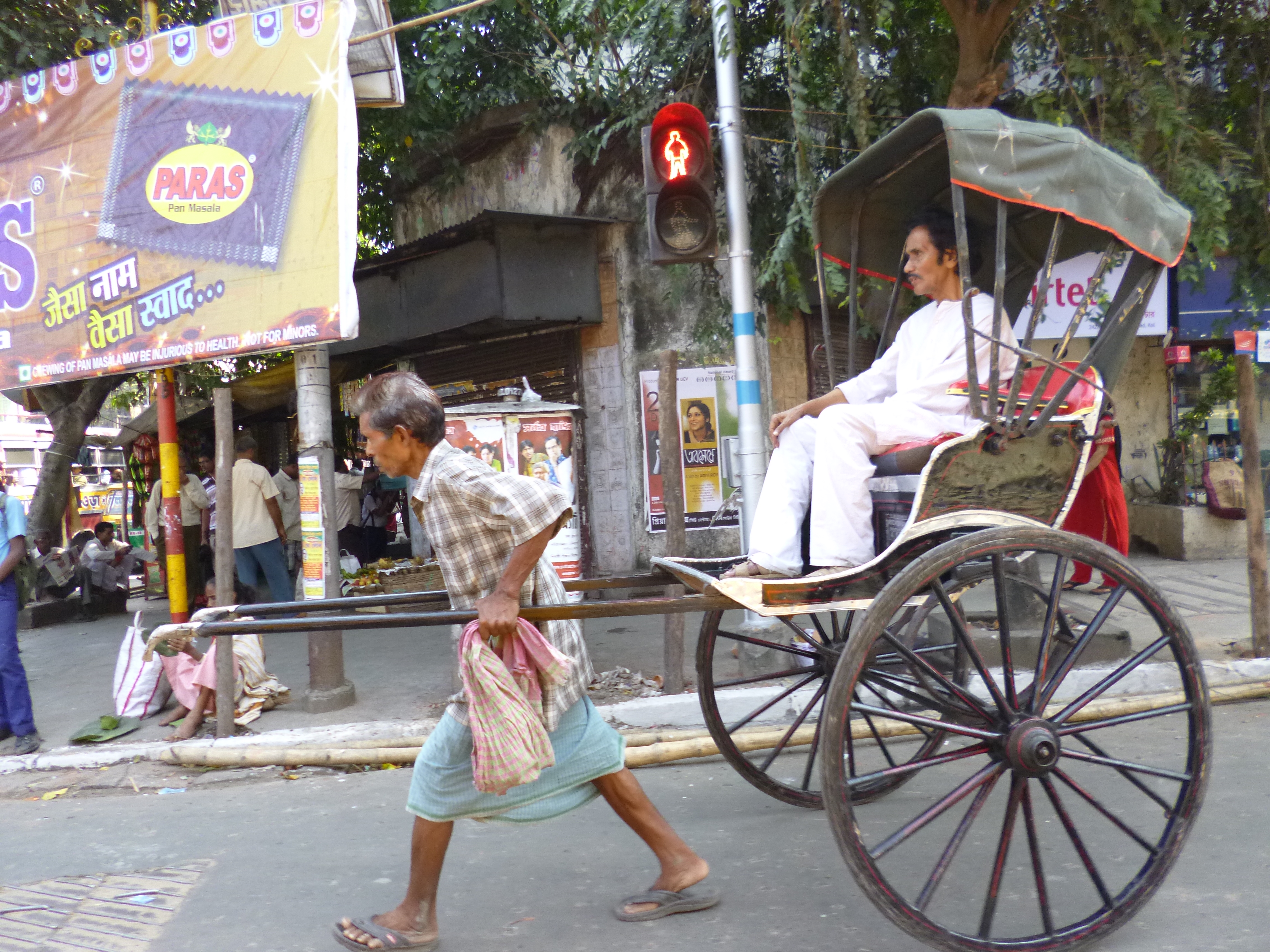
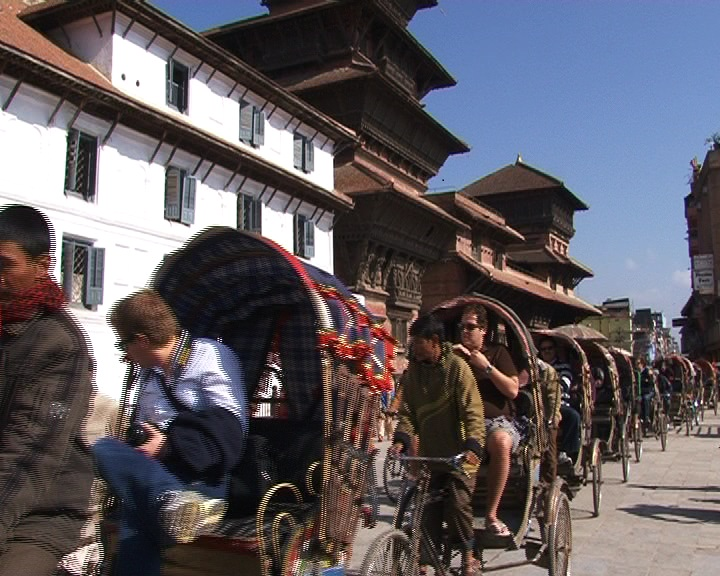